# Referendum w Danii w 2000 roku

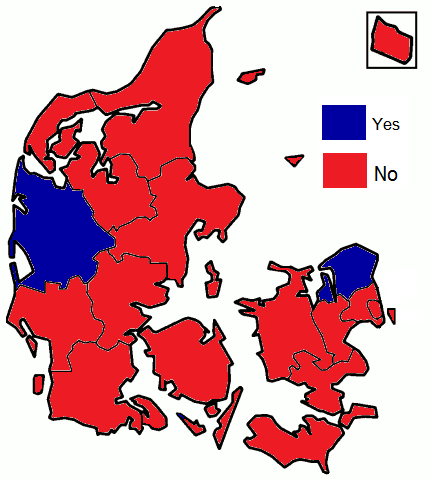
Mapa przedstawiająca wyniki w okręgach.
Na czerwono zaznaczono okręgi gdzie przeważyły głosy "przeciw", zaś na niebiesko okręgi gdzie przeważyły głosy "za"

Referendum w Danii w 2000 roku odbyło się 28 września w sprawie przyłączenia Danii do Unii Gospodarczej i Walutowej, czego konsekwencją byłoby przyjęcie euro jako waluty, zastępując koronę duńską.
Do głosowania przystąpiło 87,6% osób uprawnionych do głosowania. 46,8% osób zagłosowało na TAK, a 53,2% na NIE.